# Max und sein Kuschelmonster
Max und sein Kuschelmonster (Alternativtitel: Mein Teddy Monster; Originaltitel: My Pet Monster) ist eine US-amerikanische Zeichentrickserie, die zwischen 1987 und 1988 produziert wurde. Sie basiert auf dem gleichnamigen Kuscheltier, das ein Jahr zuvor eingeführt wurde.

## Handlung
Ein Krümelmonster aus einer anderen Galaxie ist bei dem kleinen Jungen Max gelandet und bringt ihn immer wieder zum Staunen. So erweist es sich als sehr gefräßig und merkt, dass man auf der Erde viel Spaß haben kann. So wird es als „Kuschelmonster“ zum Haustier von Max. Max weiß, dass das Kuschelmonster auch sehr gefährlich sein kann und ständig nach Nahrung sucht und das er sehr auf es achten muss, es darf nachts gar kein Fleisch essen, darauf muss Max immer achten. Dabei kommt ihm aber Beastur in die Quere, der ihn jagt und in seine eigene Welt zurückbringen will. Außerdem dabei sind Max’ Freunde, die sich auch über die Situation wundern. Nur sein bester Freund und seine Schwester wissen über das Geheimnis Bescheid.

## Produktion und Veröffentlichung
Die Serie wurde 1987 und 1988 von Nelvana, Those Characters From Cleveland und Téléfilm Canada in den Vereinigten Staaten produziert. Dabei sind 13 Folgen entstanden.
Erstmals wurde die Serie am 12. September 1987 ABC ausgestrahlt. Die deutsche Erstausstrahlung fand im Dezember 1990 auf Tele 5 statt. Weitere Ausstrahlungen im deutschsprachigen Fernsehen erfolgten ebenfalls auf Super RTL.

## Episodenliste
| Folge | deutscher Titel                                      | Originaltitel                                   | Erstausstrahlung |
| ----- | ---------------------------------------------------- | ----------------------------------------------- | ---------------- |
| 1     | Handschellen weg – Monster weg                       | Goodbye Cuffs, Goodbye Monster!                 | 12.09.1987       |
| 2     | Rockstar gesucht                                     | The Wolfmen Are Coming!                         | 19.09.1987       |
| 3     | Pack die Badehose ein                                | Boogie Board Blues                              | 26.09.1987       |
| 4     | Ätschi, bätschi, Babysitter / In der Monsterbäckerei | Rock-a-bye Babysitters / Monster Cookie Mix-Up! | 02.10.1987       |
| 5     | Der Vielfraß mit der Maske                           | The Masked Muncher!                             | 17.10.1987       |
| 6     | Ein monstermäßiger Geburtstag                        | Runaway Monster                                 | 24.10.1987       |
| 7     | Wer sucht, der findet / Der Dichterfürst             | Finders Keepers / My Poet Monster               | 31.10.1987       |
| 8     | Flucht aus dem Monsterland                           | Escape From Monsterland!                        | 07.11.1987       |
| 9     | Der kleine Bigfoot                                   | Little Bigfoot                                  | 14.11.1987       |
| 10    | Monster macht das Rennen                             | Monster Makes The Grade!                        | 21.11.1987       |
| 11    | Der Fernsehstar / Hier kommt Müll-Man                | Monster Movie Mayhem! / Superhero For Hire!     | 05.12.1987       |
| 12    | Wo die Liebe hinfällt                                | Gorill’a My Dreams                              | 12.12.1987       |
| 13    | Der Monsterjäger                                     | Rex Stalker – Monster Hunter!                   | 19.12.1987       |